# Laird (Ontario)
Laird to gmina (ang. township) w Kanadzie, w prowincji Ontario, w dystrykcie Algoma.
Powierzchnia Laird to 102,02 km².
Według danych spisu powszechnego z roku 2001 Laird liczy 1021 mieszkańców (10,01 os./km²).